# Horovce (powiat Michalovce)
Horovce – wieś (obec) na Słowacji położona w kraju koszyckim, w powiecie Michalovce. Pierwsze wzmianki o miejscowości pochodzą z roku 1347. 
Według danych z dnia 31 grudnia 2012, wieś zamieszkiwało 845 osób, w tym 455 kobiet i 390 mężczyzn.
W 2001 roku rozkład populacji względem narodowości i przynależności etnicznej wyglądał następująco:
- Słowacy – 94,96%
- Czesi – 0,11%
- Romowie – 4,58%
- Ukraińcy – 0,11%

Ze względu na wyznawaną religię struktura mieszkańców kształtowała się w 2001 roku następująco:
- Katolicy rzymscy – 63,34%
- Grekokatolicy – 13,52%
- Ewangelicy – 3,67%
- Prawosławni – 0,23%
- Ateiści – 1,26%
- Nie podano – 3,09%